# أندريس فومبرجار
أندريس فومبرجار (20 نوفمبر 1994 فيالأرجنتين - ) هو لاعب كرة قدم أرجنتيني-سلوفيني في مركز الهجوم. شارك مع منتخب سلوفينيا لكرة القدم و لعب مع عدة أندية أرجنتينية مثل سان لورينزو ونادي كلباء الإماراتي.

## وصلات خارجية
- أندريس فومبرجار على موقع قاعدة بيانات كرة القدم.إي يو (الإنجليزية)
- أندريس فومبرجار على موقع ناشيونال فوتبول تيمز (الإنجليزية)
- أندريس فومبرجار على موقع Soccerway.com (الإنجليزية)
- أندريس فومبرجار على موقع عالم كرة القدم.نت (الإنجليزية)